# 南洋客栈旧址
24°18′07″N 109°24′13″E / 24.30194°N 109.40361°E
南洋客栈旧址位于中国广西壮族自治区柳州市鱼峰区柳石路2号，2006年作为胡志明旧居之一被列为第六批全国重点文物保护单位。
南洋客栈1930年建成，1943年9月至1944年9月胡志明在客栈内居住并开展革命活动。

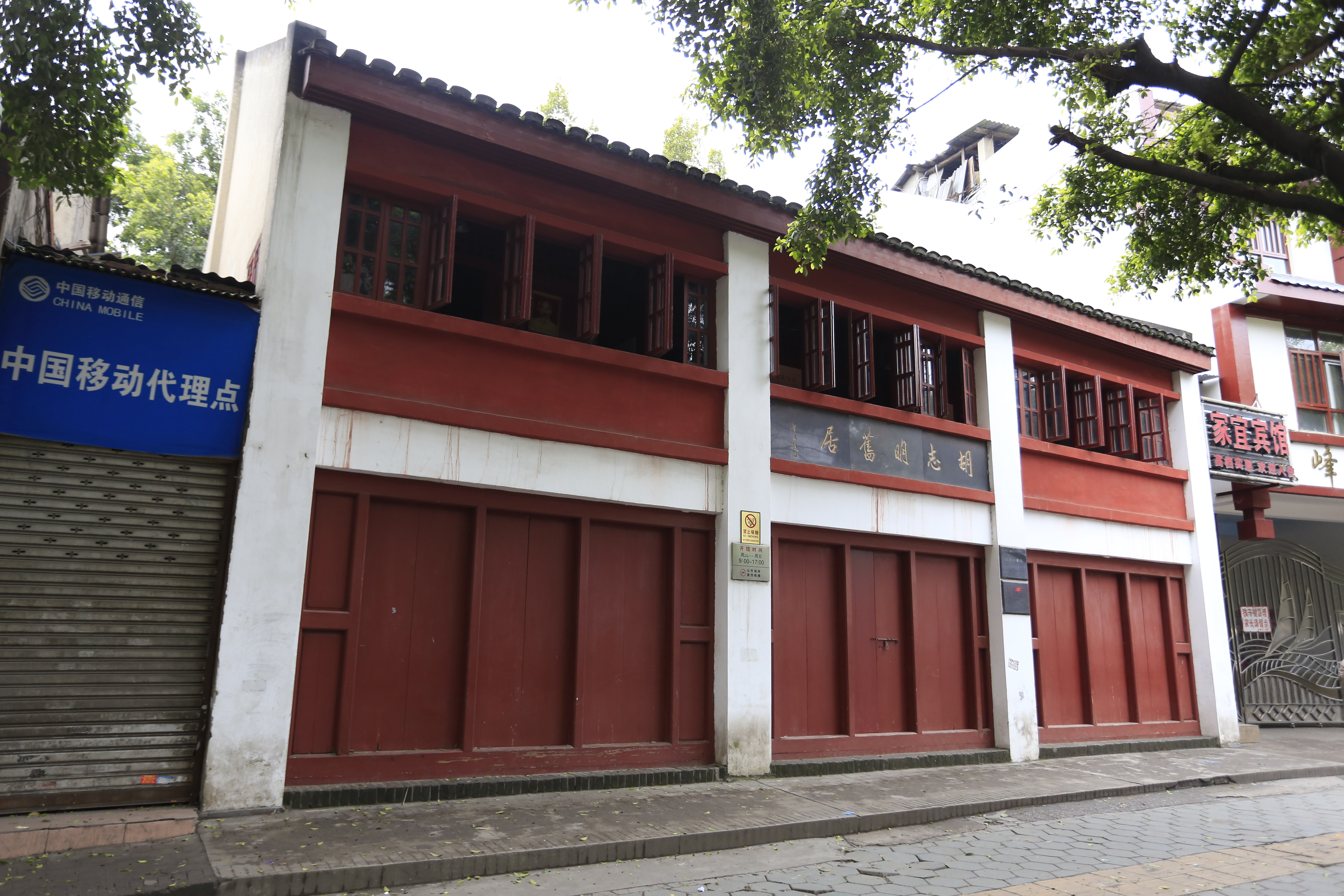
柳州南洋客栈旧址（胡志明旧居）